# باندیکوت قهوه‌ای شمالی
باندیکوت قهوه‌ای شمالی (نام علمی: Isoodon macrourus) نام یک گونه از سرده باندیکوت پوزه‌کوتاه است.